# وكالة فيتش
وكالة فيتش أو مؤسسة فيتش الدولية للتصنيف الائتمانى هي شركة فرعية مملوكة بالكامل لشركة هيرست، في 12 أبريل 2012 قامت هيرست بزيادة حصتها في مجموعة فيتش إلى 50٪ ، وهي إحدى ثلاث شركات تصنيف كبرى إلى جانب ستاندرد آند بورز وموديز ، وقد تأسست الشركة من قبل جون نولز فيتش في 24 ديسمبر 1913 في مدينة نيويورك باسم شركة فيتش النشر، واندمجت مع شركة IBCA المحدودة ومقرها لندن في ديسمبر كانون الأول عام 1997فيتش المحدودة هي واحدة من ثلاث منظمات معترف بها وطنيا الإحصائية تصنيف (NRSRO) المعين من قبل الولايات المتحدة لجنة الاوراق المالية والبورصات في عام 1975، جنبا إلى جنب مع وكالة موديز وستاندرد آند بورز، يعرفون باسم «الثلاثة الكبار وكالات التصنيف الائتماني».
فيتش يقع مقرها الرئيسي المزدوج في نيويورك، الولايات المتحدة الأمريكية، ولندن، المملكة المتحدة. وفي 12 أبريل 2012، وزيادة هيرست حصتها في المجموعة فيتش إلى 50٪. السابق، المملوكة هيرست حصة 40٪ في الشركة، في حين كان FIMALAC صاحب الأغلبية مع حصة 60٪. فيتش وحلول فيتش هي جزء من مجموعة فيتش. وهي إحدى الشركات التابعة مملوكة لشركة هيرست وFIMALAC SA.
في 12 ديسمبر 2014 أعلنت مؤسسة هيرست أنها ستقوم بشراء من Fimalac SA في 1965000000 $ مصلحة إضافية 30 في المئة في فيتش المجموعة، وبذلك مصلحة العدالة هيرست إلى 80 في المئة. سوف Fimalac الاحتفاظ على حصة 20 في المئة في فيتش المجموعة. وفي اليوم نفسه أعلن Fimalac أن الصفقة coprises أيضا حكم الرئيس التنفيذي Fimalac السيد مارك Ladreit دي Lacharrière يبقى رئيس مجلس إدارة وكالة فيتش المجموعة وكذلك Fimalac سوف يستحوذ على 50٪ من الأصوات داخل هذا المجلس حتى عام 2020.